# Biroia nigricornis
Biroia nigricornis är en stekelart som beskrevs av Cameron 1907. Biroia nigricornis ingår i släktet Biroia och familjen bracksteklar. Inga underarter finns listade.